# Tetragnatha argentinensis
Tetragnatha argentinensis är en spindelart som beskrevs av Cândido Firmino de Mello-Leitão 1931. 
Tetragnatha argentinensis ingår i släktet sträckkäkspindlar, och familjen käkspindlar. Inga underarter finns listade i Catalogue of Life.